# Cerata

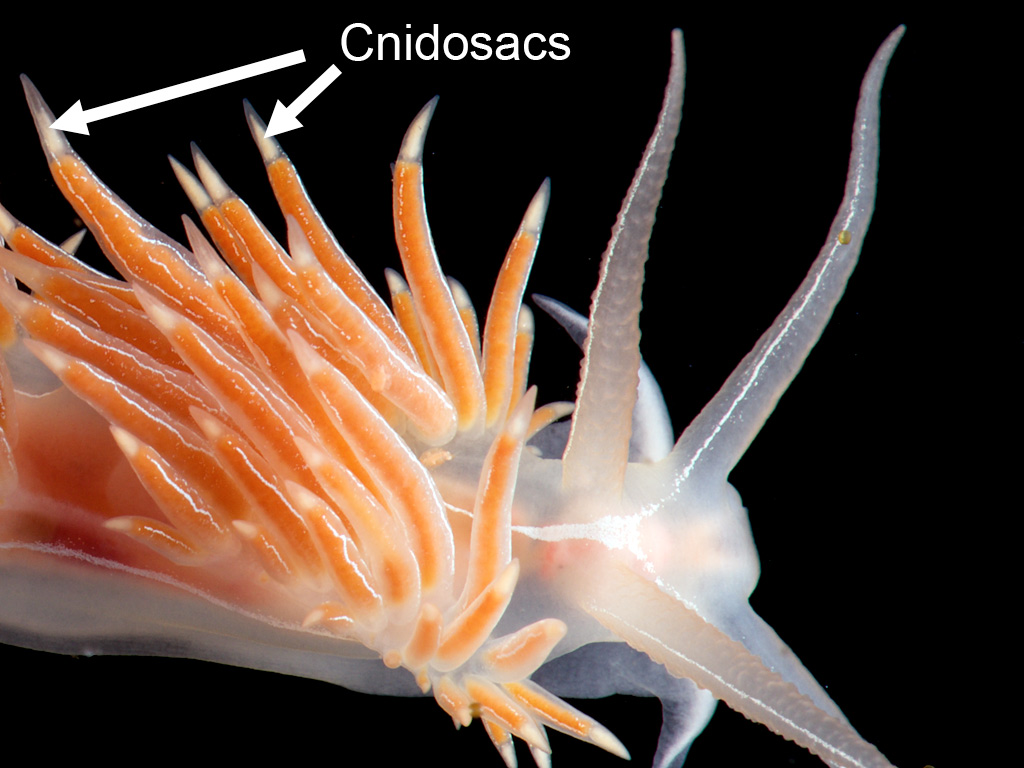
Detalhe do nudibrânquio eolídeo Flabellina aff. lineata mostrando as ceratas e os cnidosacos.

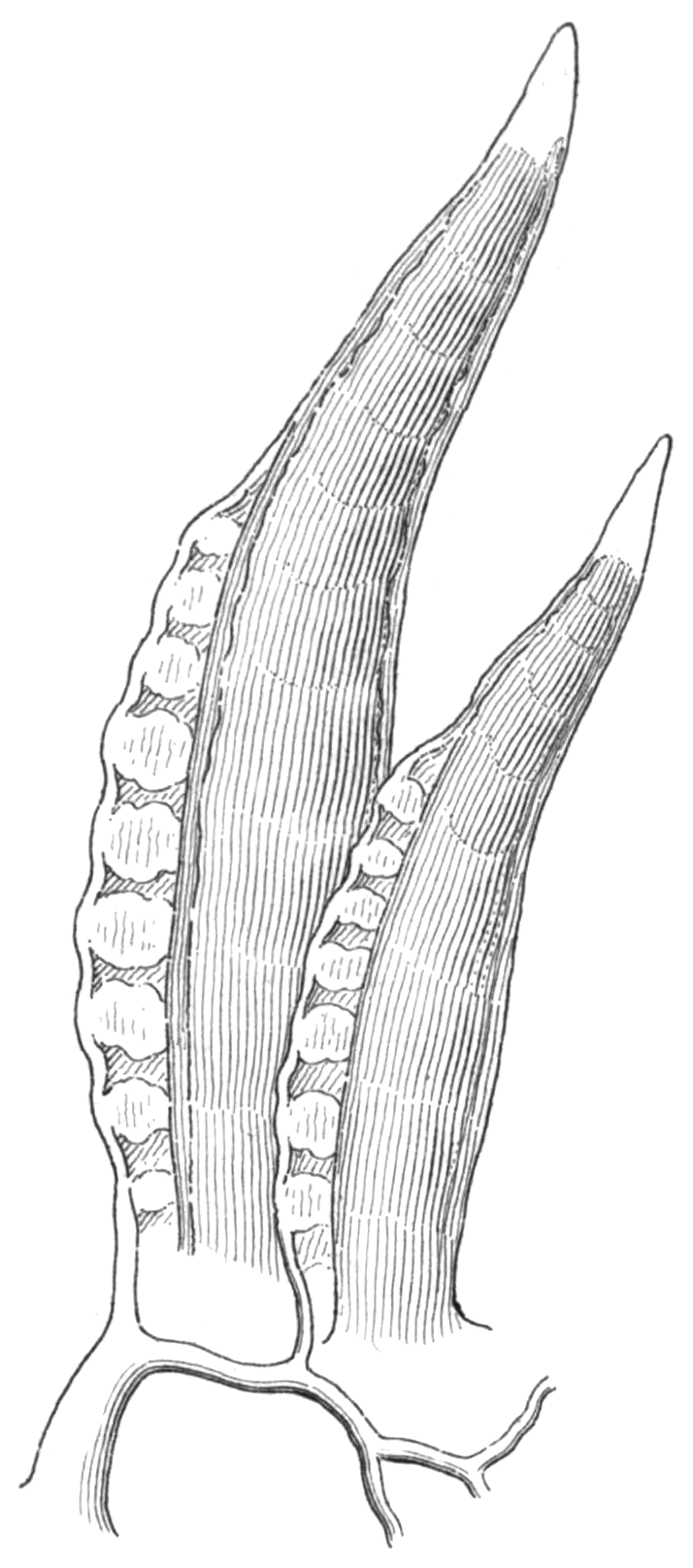
Desenho de cerata de Fiona pinnata. Existem pequenos vasos eferentes nas ceratas com franjas membranosas enrugadas nos lados internos. Os vasos estão conduzindo ao grande tronco mediano.

As ceratas são estruturas anatômicas encontradas externamente nas lesmas do mar nudibrânquias, especialmente nos nudibrânquios eolídeos, moluscos gastrópodes marinhos opistobranqueados do clado Aeolidida. A palavra "cerata" é derivada da palavra grega "κέρας" ("ceras"), que significa "chifre", uma referência à forma dessas estruturas.
As ceratas são protuberâncias dorsais e laterais nas superfícies superiores do corpo desses nudibrânquios.

## Função
As ceratas estendem bastante a área de superfície dos nudibrânquios e ajuda na respiração, o processo de troca gasosa para uso metabólico.
As ceratas também são usadas, em alguns casos, para ataque e defesa. Em muitos nudibrânquios eolídeos, o sistema digestivo se estende até as ceratas. Estes nudibrânquios comem animais de células com ferrão (cnidários), como anêmonas, hidroides e leques-do-mar ou caravela-portuguesa. As células urticantes ou nematocistos passam ilesos pelo sistema digestivo para os cnidosacos nas pontas das ceratas. Aqui, os nematocistos amadurecem e são usados pelo nudibrânquio para sua própria defesa.
Em alguns nudibrânquios, as ceratas são usadas como táticas de engodo. Normalmente, essas ceratas não estão armadas com nematocistos, mas quando atacado, o nudibrânquio se autotomiza ou deixa cair uma ou mais de suas ceratas. As ceratas deixadas cair produzem uma secreção pegajosa e se contorcem energicamente por algum tempo depois de serem rejeitadas, provavelmente causando uma distração e permitindo que o nudibrânquio escape.